# Cayratia simplicifolia
Cayratia simplicifolia är en vinväxtart som först beskrevs av Merrill, och fick sitt nu gällande namn av Eduardo Quisumbing y Argüelles. Cayratia simplicifolia ingår i släktet Cayratia och familjen vinväxter. Inga underarter finns listade i Catalogue of Life.